# Sittich (Gefängnissprache)
Der Begriff Sittich bezeichnet einen Sexualstraftäter im Soziolekt von Gefängnisinsassen (Gefangenensprache). Der Begriff wird meist für pädophile Straftäter, aber auch Synonym für Sexualstraftäter im Allgemeinen verwendet. Sexualstraftäter stehen in der Parallelgesellschaft der Vollzugsanstalten zumeist ganz unten und werden verachtet. Die Bezeichnung Sittich leitet sich vom früher häufiger verwendeten Begriff „Sittlichkeitsverbrecher“ für Sexualverbrecher ab. Häufig werden Gefangene, die nicht über ihre Taten mit Mitgefangenen reden wollen, verdächtigt, Sittiche zu sein. Zum Schutz dieser Gefangenen vor ihren Mitgefangenen werden diese häufig durch die Gefängnisleitung von anderen Gefangenen isoliert bzw. in Einzelzellen untergebracht.